# Sandgate (Stany Zjednoczone)
Sandgate – miasto w Stanach Zjednoczonych, w stanie Vermont, w hrabstwie Bennington.